# Ralf Rangnick
Ralf Rangnick (ur. 29 czerwca 1958 w Backnang) – niemiecki trener i piłkarz. Obecnie selekcjoner reprezentacji Austrii.
Jego wizerunek pojawił się na okładce niemieckiej edycji gry FIFA Manager 10 tworzonej przez EA Sports.

## Życiorys
Rangnick rozpoczął swoją karierę piłkarską w VfB Stuttgart. Następnie grał w takich klubach jak: Southwick, VfR Heilbronn, SSV Ulm 1846, Victoria Backnang i TSV Lippoldsweiler.
Po zakończeniu kariery piłkarskiej został trenerem. Karierę szkoleniową zaczął w klubie Viktoria Backnang. Później trenował VfB Stuttgart II, TSV Lippoldsweiler, SC Korb, VfB Stuttgart U19, SSV Reutlingen 05, SSV Ulm 1846, VfB Stuttgart, Hannover 96, FC Schalke 04, TSG 1899 Hoffenheim, RB Leipzig i Manchester United.
Zrezygnował z pracy w klubie Hoffheim po tym, jak władze wbrew jego woli sprzedały ówczesnego kluczowego zawodnika Luiza Gustavo ligowemu rywalowi, Bayernowi Monachium.
W czasie swojej kariery pełnił również funkcję dyrektora sportowego w Red Bullu Salzburg, RB Leipzig i Lokomotiwie Moskwa.
29 listopada 2021 roku Manchester United ogłosił, że Rangnick został tymczasowym trenerem zespołu, zastępując na tym stanowisku Michaela Carricka. Pierwszy raz na ławce trenerskiej Manchesteru United usiadł 5 grudnia 2021 roku, w wygranym 1:0 meczu przeciwko Crystal Palace. 4 lutego 2022 roku Manchester United odpadł w czwartej rundzie Pucharu Anglii przegrywając po rzutach karnych 7:8 (wynik meczu 1:1) z Middlesbrough. 15 marca 2022 roku Czerwone Diabły przegrały dwumecz 2:1 z Atlético Madryt w 1/8 finału Ligi Mistrzów. W Premier League podopieczni Rangnicka zajęli 6. miejsce tracąc do zwycięskiego Manchesteru City 35 punktów. Rolę menadżera pełnił do 22 maja 2022 roku, kiedy to nowym trenerem zespołu został Erik ten Hag. Po funkcji tymczasowego menadżera miał zostać konsultantem w klubie jednak 29 maja 2022 roku ogłoszono odejście Rangnicka z Manchesteru United.

## Statystyki trenerskie
Stan na 22 maja 2022
| Zespół              | Od               | Do               | Statystyka | Statystyka | Statystyka | Statystyka | Statystyka  |
| Zespół              | Od               | Do               | Mecze      | Wygrane    | Remisy     | Przegrane  | % wygranych |
| ------------------- | ---------------- | ---------------- | ---------- | ---------- | ---------- | ---------- | ----------- |
| VfB Stuttgart II    | 1 lipca 1985     | 30 czerwca 1987  | 70         | 28         | 16         | 26         | 40          |
| SSV Reutlingen 05   | 1 lipca 1995     | 31 grudnia 1996  | 51         | 26         | 12         | 13         | 51          |
| SSV Ulm 1846        | 1 stycznia 1997  | 16 marca 1999    | 75         | 36         | 18         | 21         | 48          |
| VfB Stuttgart       | 3 maja 1999      | 24 lutego 2001   | 86         | 36         | 16         | 34         | 41.9        |
| Hannover 96         | 23 maja 2001     | 8 marca 2004     | 98         | 44         | 22         | 32         | 44.9        |
| FC Schalke 04       | 28 września 2004 | 12 grudnia 2005  | 65         | 36         | 15         | 14         | 55.4        |
| TSG 1899 Hoffenheim | 22 czerwca 2006  | 2 stycznia 2011  | 166        | 79         | 43         | 44         | 47.6        |
| FC Schalke 04       | 21 marca 2011    | 22 września 2011 | 23         | 10         | 3          | 10         | 43.5        |
| RB Leipzig          | 29 maja 2015     | 16 maja 2016     | 36         | 21         | 7          | 8          | 58.3        |
| RB Leipzig          | 9 lipca 2018     | 30 czerwca 2019  | 52         | 29         | 13         | 10         | 55.8        |
| Manchester United   | 2 grudnia 2021   | 22 maja 2022     | 29         | 11         | 10         | 8          | 37.9        |
| Austria             | 1 czerwca 2022   |                  | 24         | 12         | 4          | 8          | 50          |
| Łącznie             | Łącznie          | Łącznie          | 775        | 368        | 179        | 228        | 47.5        |

Nie są brane pod uwagę mecze towarzyskie.

## Osiągnięcia
VfB Stuttgart
- Puchar Intertoto: 2000.

Schalke 04
- Puchar Niemiec: 2010/11.
- Superpuchar Niemiec: 2011.
- Puchar Ligi Niemieckiej: 2005.